# Acacallis (mythologie)
Acacallis (Oudgrieks: Ἀκακαλλίς) is in de Griekse mythologie een dochter van Minos.

## De mythe
Volgens een verhaal had Acacallis bij de god Apollon een zoon, Miletus, gekregen. Acacallis legde hem uit vrees voor vaderlijke wraak te vondeling, maar Apollon liet het kind door wolvinnen voeden tot het door herders kon worden opgevoed. Hij groeide op tot een sterke jongeman, maar Minos liet zich grijpen door begeerte naar de jongen. Miletus vluchtte daarop uit Kreta weg om niet de eromenos van de koning te worden, en trok verder tot waar hij de stad Milete stichtte. Uit wraak voor haar verboden relatie werd Acacallis door haar vader, koning Minos, naar Libië verbannen.

### Familie en verwantschap
Acacallis was de dochter van Minos en Pasiphaë en de zus van Phaidra en Ariadne. Een van haar zonen was Cydon, mythische stichter van Cydonia (het huidige Chania). Volgens de Kretenzische mythologie was Hermes de vader van Cydon, maar volgens andere overleveringen wordt Apollon als diens vader gezien. Andere tradities hebben het over Amphithemis of Garamas (volgens sommige verhalen de eerste sterfelijk geborene) als afstammelingen. Uit Acacallis' relatie met Apollon werden naast Garamas ook Naxos en Miletos geboren.
Apollodorus noemt deze dochter van Minos Acalle (Oudgrieks Ἀκάλλη), en spreekt niet over Miletus.

## Andere betekenis
Acacallis was op Kreta een gangbare naam voor narcissen.